# Luo Jianming
Luo Jianming (en chino: 罗建明; 6 de noviembre de 1969) es un deportista chino que compitió en halterofilia.
Participó en los Juegos Olímpicos de Barcelona 1992, obteniendo una medalla de bronce en la categoría de 56 kg. Ganó dos medallas de bronce en el Campeonato Mundial de Halterofilia, en los años 1990 y 1991.

## Palmarés internacional
| Juegos Olímpicos   | Juegos Olímpicos          | Juegos Olímpicos  | Juegos Olímpicos |
| Año                | Lugar                     | Medalla           | Categoría        |
| ------------------ | ------------------------- | ----------------- | ---------------- |
| 1992               | Barcelona (España)        | Medalla de bronce | 56 kg            |
| Campeonato Mundial |                           |                   |                  |
| Año                | Lugar                     | Medalla           | Categoría        |
| 1990               | Budapest (Hungría)        | Medalla de bronce | 60 kg            |
| 1991               | Donaueschingen (Alemania) | Medalla de bronce | 56 kg            |